# Florio

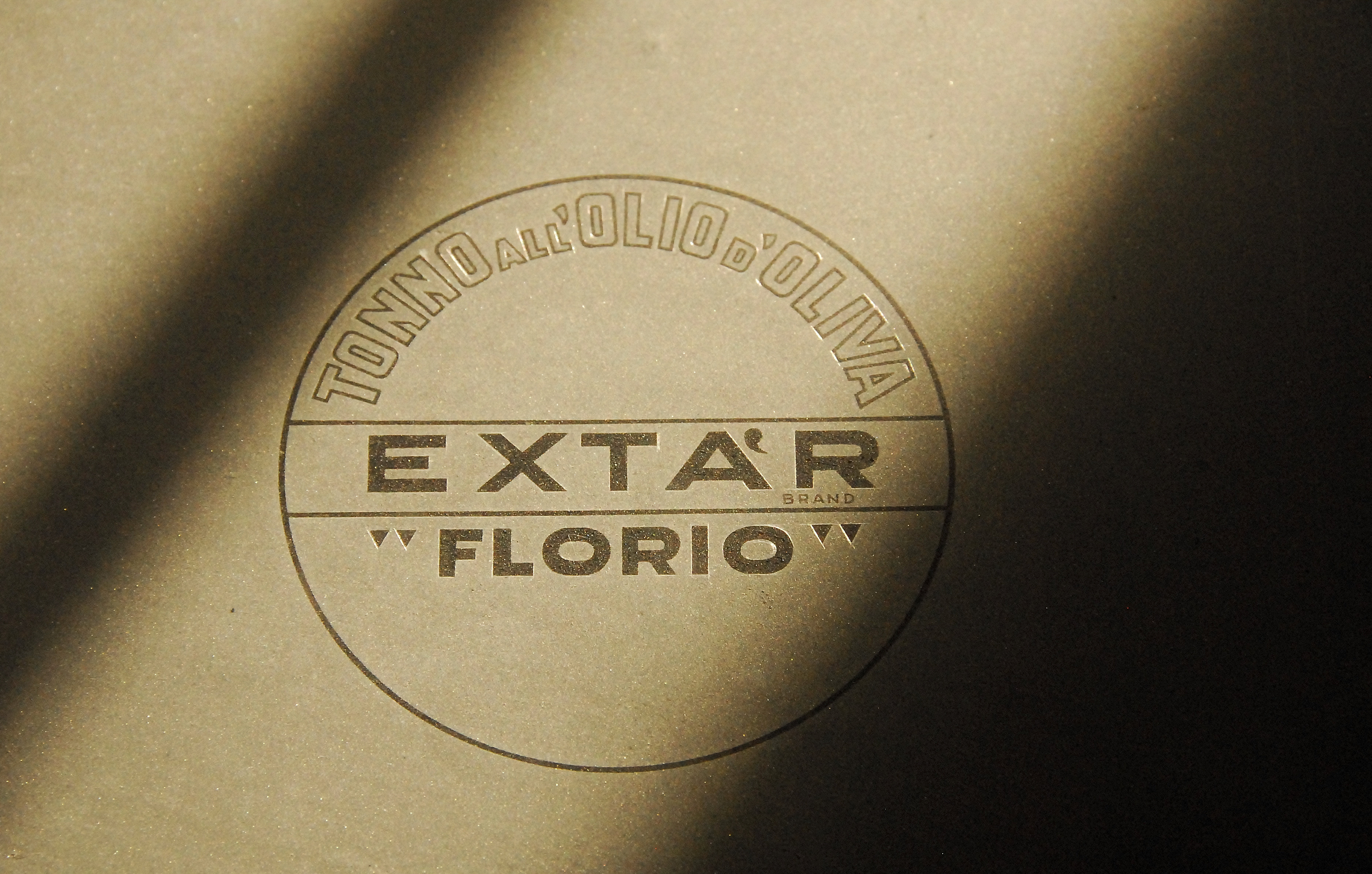
Il nome dei Florio su di una pubblicità del loro tonno.

I Florio furono, tra l'Ottocento e l'inizio del Novecento, tra le famiglie più ricche d'Italia, di tradizione industriale, protagonisti del periodo della cosiddetta Belle époque. La famiglia arrivò a disporre di una flotta di novantanove navi. Aveva un impero aziendale che spaziava dalla chimica alla vineria, dal turismo all'industria del tonno.
La vicenda storica della famiglia, originaria di Bagnara Calabra e prima ancora di Melicuccà, si svolse nella ricca Palermo degli anni a cavallo fra il XIX e il XX secolo.

## Storia

### Origini - Secoli XVII e XVIII

#### I Florio di Calabria

##### Il capostipite: Tommaso Florio, fabbro a Melicuccà (XVII sec.)[1]

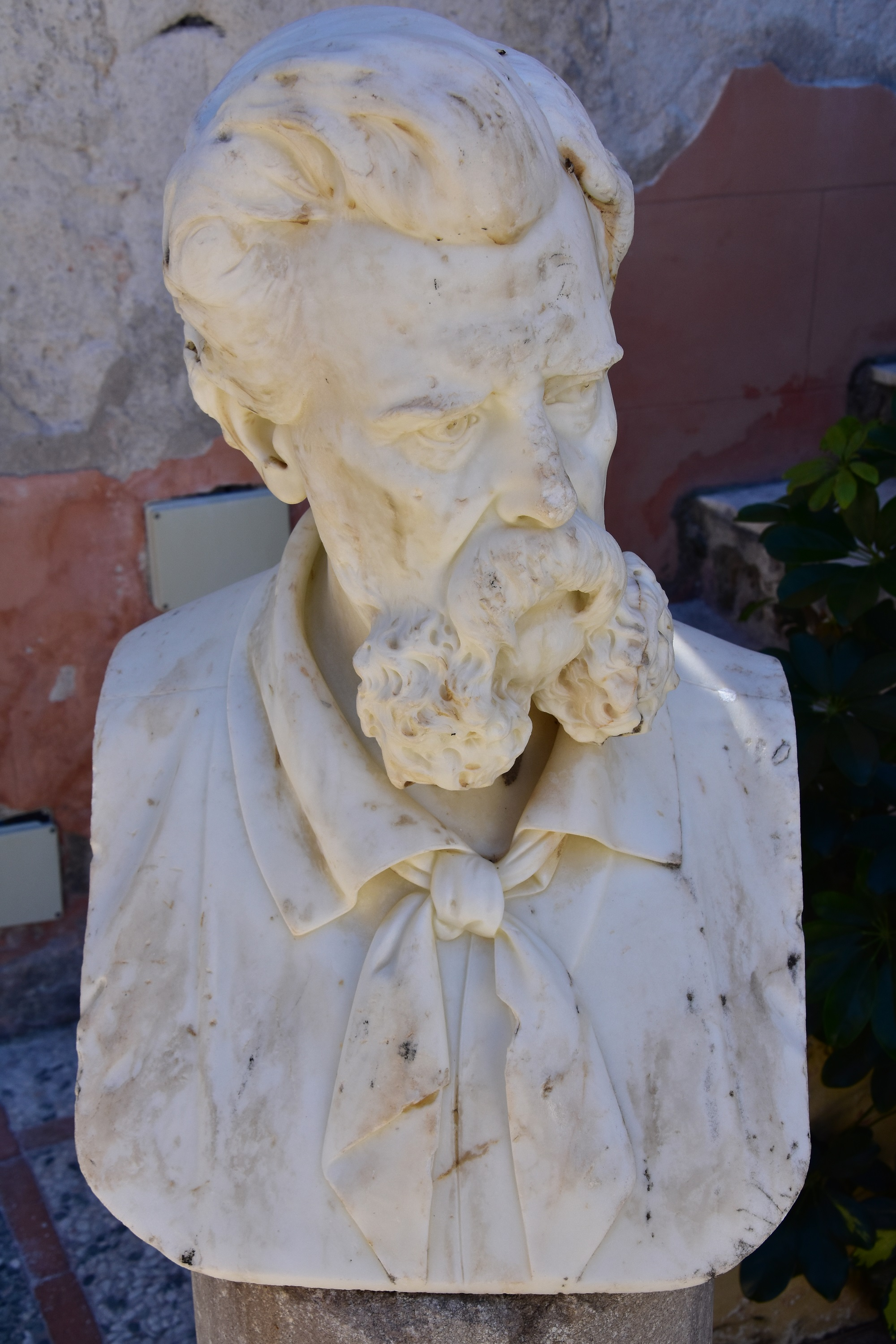
Paolo Florio, busto di Benedetto Civiletti.

Le prime notizie storiche sui Florio risalgono a metà del XVII secolo. Il capostipite della famiglia, tale Tommaso Florio, nato dopo il 1650, sposatosi nel 1680 e deceduto dopo il 1725, esercitava a Melicuccà, in Calabria, il mestiere di fabbro e maniscalco. Tommaso Florio ebbe almeno tre figli: Domenico Florio, nato nel 1684, e due figlie femmine.

#### Domenico Florio: migrazione da Melicuccà a Bagnara Calabra (1715)
Domenico Florio, nel 1715, emigrò a Bagnara Calabra, allora zona franca ed esente da imposte, dove già vivevano altre famiglie aventi cognome Florio. Qui continuò a esercitare la professione di fabbro e maniscalco e sposò, intorno al 1718, Serafina, figlia di Sarino di Maio, nata nel 1704. Costruita una casa con annessa forgia nel rione Pagghiari - poi detto Porelli - (1754) e raggiunta una certa agiatezza (erano proprietari di alcune vigne, castaneti e terreni), Domenico Florio e Serafina di Maio ebbero circa otto figli, fra cui Tommaso e Vincenzo.

#### Vincenzo Florio, figlio di Domenico
Vincenzo Florio di Domenico, fabbro e maniscalco come il padre e il nonno, sposò, nel 1753, Rosa Bellantoni, figlia di Cecé e di Mica Zoccalà, mettendo al mondo sei figli, fra cui:
- Paolo Florio (1772-1807), che poi sposò Giuseppina Saffiotti (1781-1862) e fu padre del futuro senatore Vincenzo Florio;
- Ignazio Florio (Bagnara 1776 - Palermo 1828);
- Francesco Florio, coniugato con Petronilla Spoliti e padre di Vittoria Florio; e
- la figlia minore Mattia Florio, poi sposata nel 1784 con il mercante Paolo Barbaro, figlio dell'agiato commerciante Franco Barbaro.

#### Il Terremoto del 1783: rovina della famiglia e migrazione da Bagnara a Palermo; la "putìa" Barbaro-Florio
Il 5 febbraio 1783 il Terremoto della Calabria meridionale del 1783 uccise, fra gli altri, Francesco Florio e la madre Rosa Bellantoni, moglie di Vincenzo, il quale, rovinato per avervi perso casa e forgia e trasferitosi in una baracca, si risposò a breve con Giovanna Detitto.
Dopo il terremoto, Paolo Florio (1772 - 1807), padre del futuro senatore Vincenzo Florio, e il fratello Ignazio, messisi in società col cognato Paolo Barbaro (marito di Mattia Florio) nel 1790, decisero infine di andarsene da Bagnara.
Nel 1799 Paolo e Ignazio Florio (insieme alla moglie di Paolo, Giuseppina Saffiotti, al figlio di Paolo, Vincenzo Florio (senatore), e alla figlia del fratello defunto Francesco Florio, Vittoria, poi sposata col cugino Pietro Spoliti), partirono così alla volta della Sicilia e, con i rifornimenti via mare del cognato Paolo Barbaro, rilevarono, a Palermo in via dei Materassai, il negozio di spezie, prodotti coloniali e chinino (che serviva a curare la malaria) già del bagnaroto Salvatore Bottari.
L'aromateria in breve tempo divenne uno dei negozi più floridi della città.
Il cognato Paolo Barbaro poi uscì dalla società nel 1803 per riprendere la propria attività marinara.

#### Morte precoce di Paolo Florio (1807): Ignazio e Vincenzo Florio
Quando nel 1807 Paolo Florio morì a 35 anni, il figlio Vincenzo era ancora troppo piccolo per succedergli nella gestione del negozio. Fu allora chiamato a proseguire l'attività il fratello minore di Paolo, Ignazio (1776-1828), il quale gestì con grande capacità la bottega avviata dal fratello.
Ad Ignazio venne inoltre affidato il nipote, che avviò all’attività di famiglia, facendogli fare anche un viaggio nel Regno Unito sotto la tutela del rivale in affari ed amico Benjamin Ingham, perché si impratichisse e facesse nuove esperienze.
Proprio Ignazio aveva compreso la necessità di espandere gli ambiti di interesse della famiglia oltre la semplice drogheria, e tale intuizione avrebbe condotto a infinite ricchezze i Florio. In particolare, egli si avvicinò alle tonnare e prese in affitto quella di San Nicola e quella di Vergine Maria.
Quando, nel 1828, Ignazio morì, Vincenzo, che aveva all'epoca 29 anni, successe allo zio nell'attività paterna.

### XIX secolo

#### Vincenzo Florio

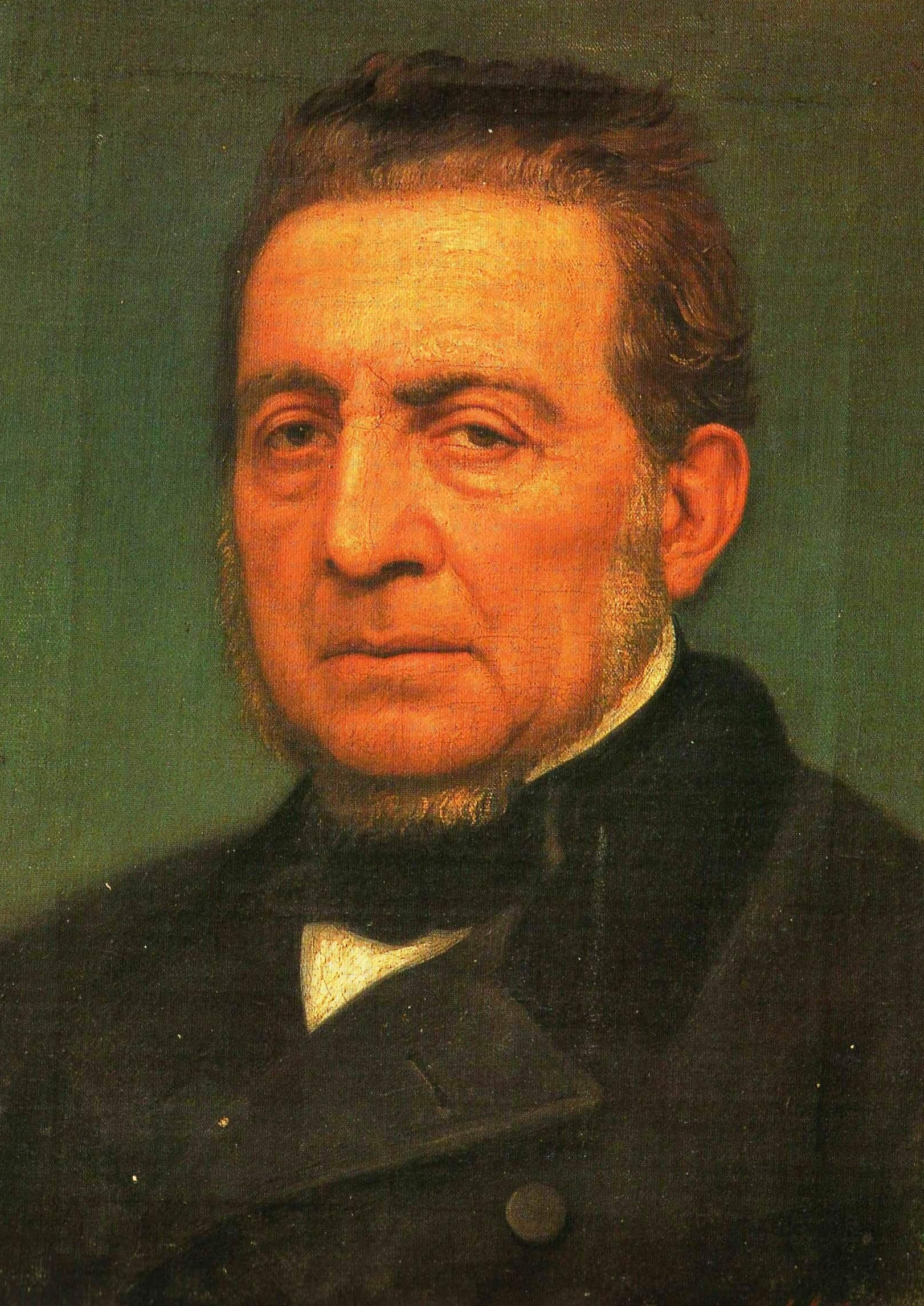
Vincenzo Florio

Vincenzo Florio, nato a Bagnara nel 1799 e trasferitosi quando aveva pochi mesi d'età a Palermo nel 1799, nella drogheria del padre, quando nel 1828 successe allo zio intraprese con enorme successo numerose iniziative industriali, tra cui nel 1833 quella dei vini Marsala, quella del tonno, quella del tabacco e del cotone.
Vincenzo acquisì tra le altre tonnare anche quella dell’Arenella.
Fondò nel 1840 la "Società dei battelli a vapore", che avrebbe coperto numerosi collegamenti fino ad arrivare anche in America. I contatti dei Florio con le terre lontane e gli stranieri sono ben noti, tanto che proprio Vincenzo fondò con alcuni imprenditori britannici la "Anglo-Sicilian Sulphur Company".
Nel 1864 fu nominato senatore del regno d'Italia.
Sposò per procura, il 15 gennaio 1840, Maria Giulia Rachele ("Giulia") Portalupi (1809-1870), figlia dei mercanti milanesi trasferitisi a Palermo Tommaso e Antonia Citeria, dopo aver avuto da lei i figli:
- Angelina, nata nel 1835, che sposò nel 1854 il negoziante palermitano Luigi de Pace; ebbero tre figli: Salvatore, Enrico ed Alessandro;
- Giuseppa, nata nel 1837, che sposò nel 1855 l'imprenditore francese Maurizio Francesco Merle; la coppia ebbe discendenza; entrambi i generi divennero soci della famiglia per le tonnare di Scopello e Sant'Elia; e
- Ignazio Florio.
Vissero prevalentemente nella casa di famiglia di via dei Materassai n. 53, nella villa alla Piana dei Colli e nella Palazzina dei Quattro Pizzi.
Vincenzo Florio morì a Palermo nel 1868.
Ignazio Florio Senior

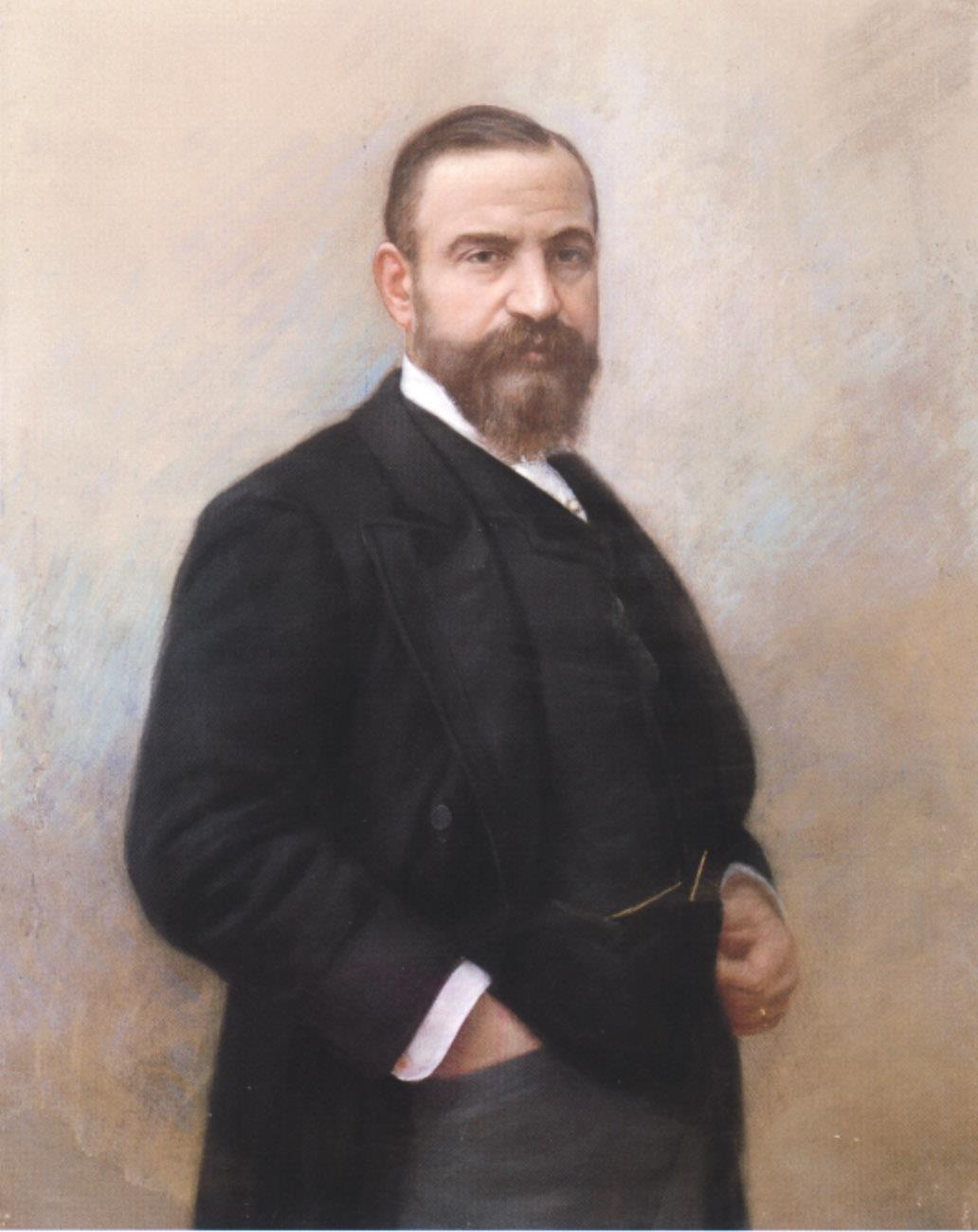
Ignazio Florio, ritratto nel XIX secolo.

Alla morte di Vincenzo nel 1868 successe nella gestione dell'industria paterna il figlio Ignazio Senior (Palermo 1838 - 1891), che con grande maestria e disponibilità economiche accrebbe e potenziò il giro degli affari creato e mandato avanti dal padre.

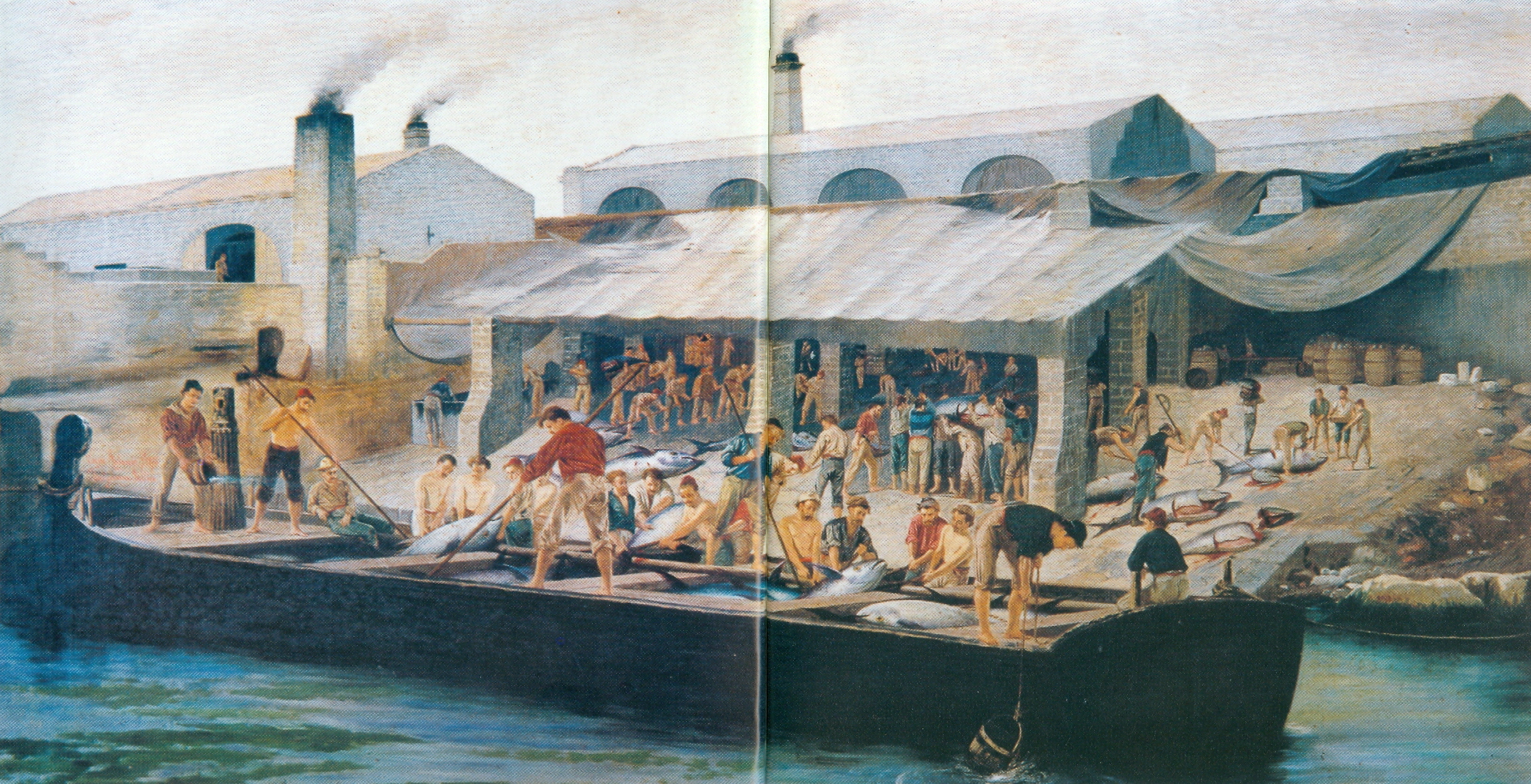
La tonnara di Favignana in un dipinto di Antonio Varni del 1876

Ignazio nel 1874 acquistò, al prezzo di lire 2.700.000, le isole di Favignana e Formica. Su quest'isola organizzò una grande tonnara con stabilimento conserviero (Tonnara di Favignana), sperimentando un nuovo metodo di produzione.
Anziché produrre tonno sotto sale, come consuetudine del tempo, si approntò per la prima volta la conservazione del tonno sott'olio e il relativo inscatolamento nelle latte. L'azienda fu in grado di dar lavoro a un gran numero di operai e di far affermare i suoi prodotti nel mondo.

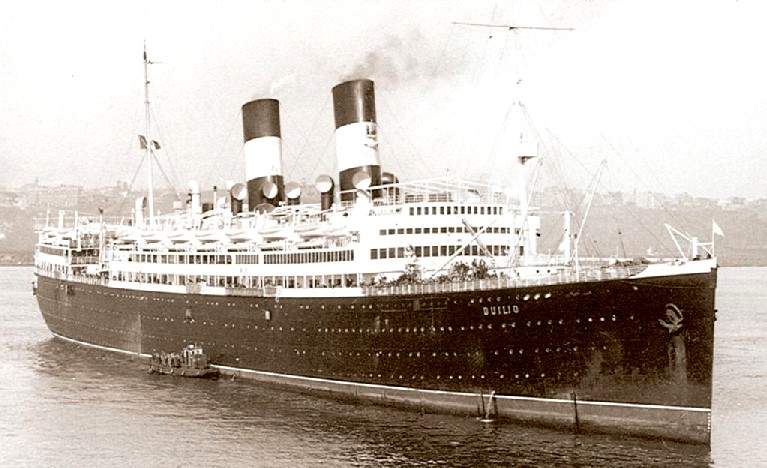
Il transatlantico Duilio della Navigazione Generale Italiana.

Le Flotte Riunite Florio divennero la prima compagnia di navigazione italiana.
In seguito divenne, come il padre, senatore del Regno d'Italia.
Sposò nel 1866 Donna Giovanna d'Ondes Trigona (1843-1917), figlia del conte Gioacchino d'Ondes e di Eleonora Trigona. La coppia, che visse prevalentemente nel Villino Florio all'Olivuzza, ebbe quattro figli:
- Vincenzo (1867-1879), morto di vaiolo a 12 anni;
- Ignazio (1869-1957), prosecutore delle attività di famiglia;
- Giulia (1870-1947), sposata col principe Pietro Lanza di Trabia; ebbero cinque figli;
- Vincenzo jr., (1883-1959), imprenditore e brillante sportivo, inventore della "Targa Florio": sposò in prime nozze Annina Alliata di Monreale e in seconde nozze l'attrice Lucie Henry. Non ebbe discendenza.
Morì nel 1891.

### XX secolo

#### Ignazio Floriojuniore Donna Franca Florio

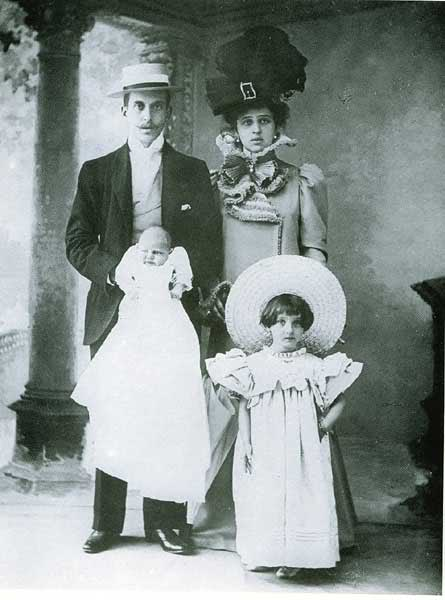
Ignazio Florio jr, la moglie Franca e i primi due figli, Giovanna (1893-1902) e Ignazio "baby boy" (1898-1903).

Nel 1891 Ignazio Florio (che aveva avuto tre figli maschi, il primo dei quali era deceduto quando era ancora bambino, e una figlia) morì, gli succedette il suo secondogenito, Ignazio "Junior", nella gestione dell'industria di famiglia, continuandone per diversi anni con successo le varie attività familiari.
Anche lui, come i suoi predecessori, riuscì a intraprendere nuove attività, che esistono tutt’oggi: Villa Igiea, luogo inizialmente dedito ai malati di tubercolosi ed oggi hotel prestigioso che porta il nome della figlia, e i cantieri navali. Inoltre diede vita al quotidiano L'Ora, il cui primo numero uscì il 22 aprile 1900.
A fianco di Ignazio si innalzava la moglie, Donna Franca, mito della Belle époque.
Inoltre Ignazio si rivelò un autentico mecenate a Palermo, finanziando e seguendo i lavori di diverse opere, che fecero della città siciliana un punto di riferimento importante del jet set internazionale dell'epoca tra i quali ricordiamo l'imperatore tedesco Guglielmo II, che amava spesso soggiornare in Sicilia dai Florio, Oscar Wilde, Gabriele D'Annunzio e molti altri.
Nel 1906 il fratello d'Ignazio, Vincenzo jr, ormai cresciuto e diventato un eccellente affarista, si rivelò pure un grande sportivo e organizzatore di eventi, tra cui, come detto, la famosa corsa automobilistica "Targa Florio". A lui si devono anche il "Giro Aereo di Sicilia" e il "Corso dei Fiori".
Ignazio jr. e Franca Florio ebbero cinque figli:
- Giovanna (1893-1902);
- Ignazio (1895-1903);
- Igiea Costanza (1900-1974), che sposò nel 1921 il duca Averardo Salviati; ebbero discendenza;
- Giacobina (1903-1903);
- Giulia (1909-1987), che sposò nel 1930 il marchese Achille Belloso Afan de Rivera Costaguti; ebbero cinque figli: Ascanio (1940), Clotilde (1942-2024), Nicola (1944), Ignazio (1945-2015) e Costanza (1950-2020), che ebbero a loro volta discendenza.
Ignazio morì a Palermo nel 1957, ormai privo di mezzi; Franca nel 1950 a Migliarino Pisano, nella tenuta della figlia Igiea.

### Decadenza
Ignazio Florio Jr. portò la famiglia ad una graduale decadenza che si concluse con la liquidazione della gran parte dei beni. Ciò si dovette forse alle numerose spese sostenute da quest'ultimo o alla cattiva gestione dei beni, una vera e propria sindrome di Buddenbrook.

### Epoca recente

#### Giulia Florio e i suoi discendenti

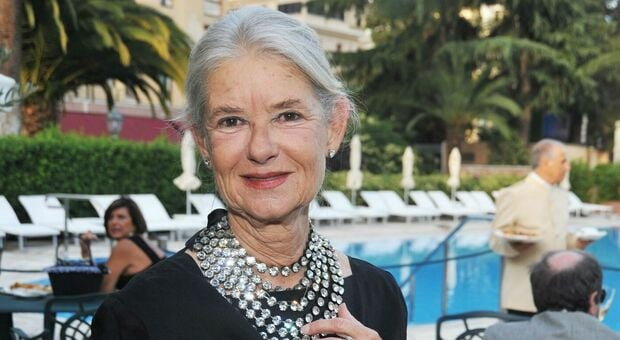
Costanza Afan de Rivera, figlia di Giulia Florio, nel 2020

Gli unici, numerosi discendenti diretti del ramo principale dei Florio, come detto, sono i figli:
- di Igiea e del marito, duca Averardo Salviati (1896-1973):
-- Maria Arabella (1922-2012), sposata con Francesco Lanza (1912-1988);
-- Laura Floriana (1924-1993), sposata con Giorgio Solaroli di Briona (1918-1996);
-- Flavia Domitilla (1923-2007), sposata col principe Sforza Ruspoli (1927-2022);
-- Forese Antonio (1927-2022), sposato con Maria Grazia Gawronska (1933); e
-- Leonardo (1935-2008), sposato con Ottavia Caracciolo (1935),
e rispettivi discendenti; e
- di Giulia, figlia di Ignazio Jr, che sposò il marchese romano di origini spagnole Achille Belloso Afan de Rivera Costaguti (1904-1998) ed ebbero:
-- Ascanio (1940), sposato prima con Maria Luisa Zanardi Landi (1948), poi con Maria Adelaida del Llano Retrepo;
-- Clotilde (1942-2024), sposata con Francesco Capece Galeota, duca della Regina (1935);
-- Nicola (1944);
-- Ignazio (1945-2015), sposato con Adriana Togliani (1947); e
- Costanza Afan de Rivera (1950-2020), già fondatrice e presidente onoraria dell'associazione culturale "La Sicilia dei Florio", sposata col barone Tommaso Gasparri Zezza; la coppia ha avuto un figlio, Cesare (1972),
e rispettivi ulteriori discendenti.
I fratelli di Ignazio non ebbero discendenza. Giulia Florio, che sposò il principe Pietro Lanza di Trabia, ebbe cinque figli: Ignazio, Manfredi, Giuseppe, Giovanna e Sofia:
- Ignazio e Manfredi morirono in guerra senza prole;
-Giuseppe morì nel 1927, stroncato da una febbre tifoide; ebbe con Maddalena Papadopoli Aldobrandini (1883-1965) due figli: Raimondo (1915-1954) e Galvano (1918-1985), che a loro volta ebbero discendenza;
- Giovanna sposò il principe Ugo Moncada di Paternò ed ebbe numerosa discendenza;
- Sofia, infine, sposò Giangiacomo Borghese, principe di Leonforte; ebbero un figlio, Alessandro, che ha discendenza.
Vincenzo Florio, come detto, non ebbe figli né dalla prima moglie, Annina Alliata di Monreale, che morì molto giovane, né dalla seconda, la francese Lucie Henry. Quest'ultima però in prime nozze aveva avuto una figlia, Renée Henry, sposata Paladino (1909-1956), che a sua volta ebbe un figlio, Vincenzo (Cecé) Paladino (1932-2009), noto esperto di subacquea, il quale, con la moglie Silvana Cusimano (1939-2016), importante organizzatrice di eventi, custodì per anni la memoria dei Florio preservando la Palazzina dei Quattro Pizzi, unico bene che Lucy Henry riuscì a salvare dalla rovina della famiglia, tuttora di proprietà dei discendenti di Cecé e Silvana Paladino.
La tomba della famiglia Florio fu progettata dall'architetto Giuseppe Damiani Almeyda e si trova nel Cimitero di Santa Maria di Gesù a Palermo.
Sulla tomba si trova la statua di un leone che beve (“leo bibens”), simbolo della famiglia fin dai tempi della putìa, realizzato dallo scultore Benedetto De Lisi.

## Ville e palazzi
| Immagine | Struttura                   | Località           | Costruzione | Appaltatore       | Note |
| -------- | --------------------------- | ------------------ | ----------- | ----------------- | --- |
|          | Palazzina dei Quattro Pizzi | Palermo, Sicilia   | 1844        | Vincenzo Florio   | La Palazzina sorge nell'area della Tonnara Florio, nel quartiere dell'Arenella |
|          | Villino Florio all'Olivuzza | Palermo, Sicilia   | 1899        | Ignazio Florio jr | Il villino, immerso in un giardino ora circondato da alti edifici di nuova costruzione, venne costruito per volere della ricca famiglia Florio dall'architetto Ernesto Basile e realizzato tra il 1899 e il 1902. |
|          | Villa Florio                | Favignana, Sicilia | 1874        | Ignazio Florio    | La Villa di Favignana è realizzato in stile neogotico nella struttura esterna e liberty negli arredi interni, richiamando le atmosfere di fine Ottocento. |
|          | Villino Florio              | Roma, Lazio        | 1902        | Ignazio Florio jr | Fu costruito nel 1902 dall'ingegner Carlo Pincherle, su progetto dell'architetto Ernesto Basile su commissione di Ignazio Florio jr, esponente della nota famiglia di imprenditori siciliani. |
|          | Villa Igiea                 | Palermo, Sicilia   | 1899        | Ignazio Florio jr | L'edificio in stile neogotico, fu acquistato da Ignazio Florio jr. che intendeva farne inizialmente un sanatorio di lusso per malati di tubercolosi. Gli venne dato il nome di Igiea, dalla ninfa greca Hygìeia, dea dell'igiene e protettrice della salute. Negli anni 1930 Villa Igiea risulta gestita dalla Società Grandi Alberghi Siciliani. |